# 立江寺 (小松島市)

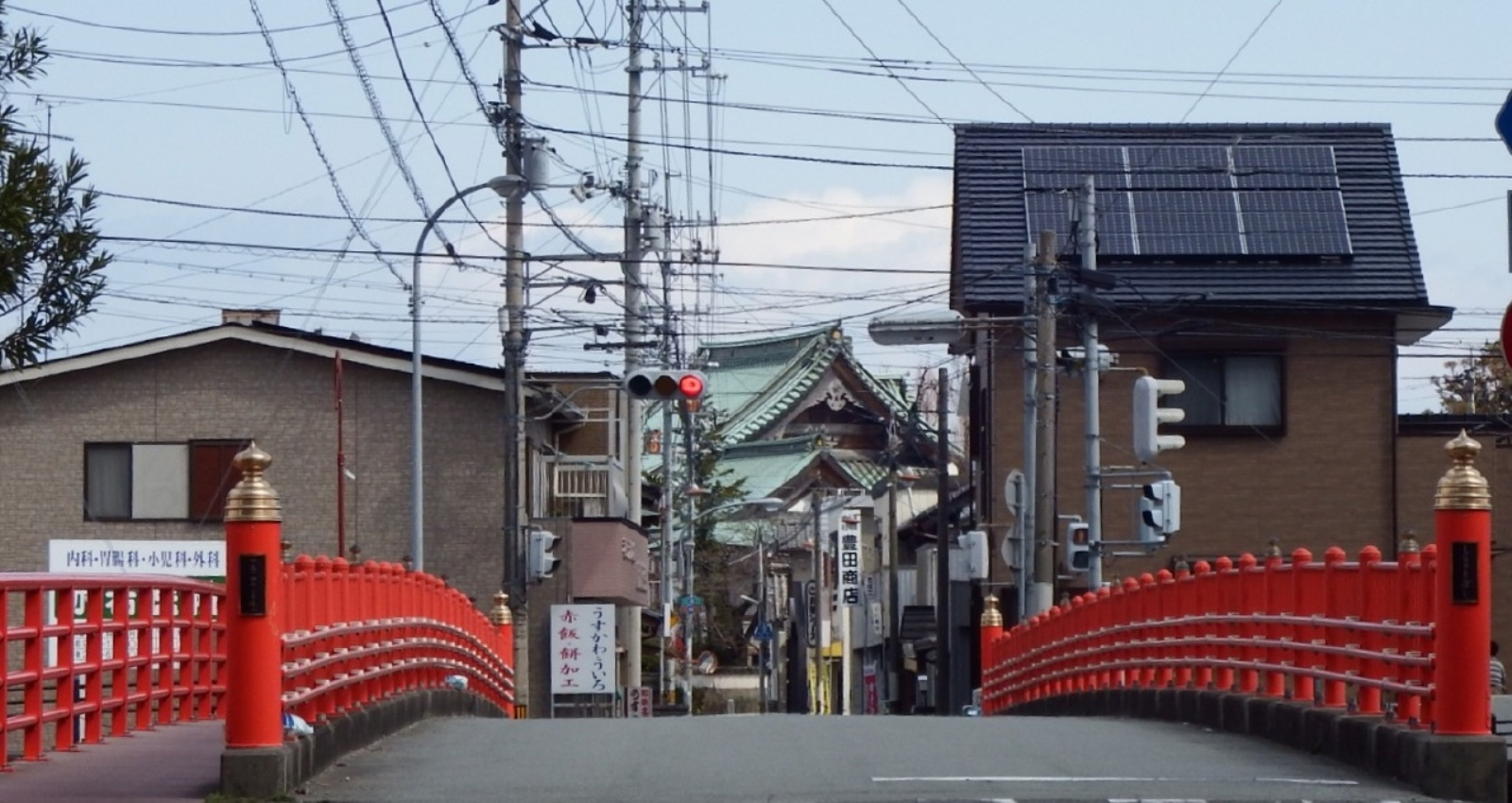
本堂を眼前にした白鷺橋

立江寺（たつえじ）は、徳島県小松島市立江町にある高野山真言宗の寺院。橋池山（きょうちさん）、摩尼院（まにいん）と号す。本尊は延命地蔵菩薩。四国八十八箇所第十九番札所で「四国の総関所」、また「阿波の関所」として知られる。
- 本尊真言：おん かかかびさんまえい そわか
- ご詠歌：いつかさて西のすまいのわが立江　弘誓（ぐぜい）の船に乗りていたらん
- 納経印：当寺本尊、四国総関所善人之証(朱印のみ揮毫なし)、奥之院清水寺

## 歴史
寺伝によれば、聖武天皇の勅願寺として、行基が光明皇后の安産を祈願し一寸八分 (5.5 cm) の金の子安の地蔵菩薩を刻み「延命地蔵菩薩」と名付けて本尊として開基したとされる。空海（弘法大師）が訪れた際、小さい本尊は失われる恐れがあるとして、一刀三礼して等身大の地蔵菩薩を刻み、本尊を胎内に収めたといい、このときに寺名が立江寺と改められたと伝えられている。当時は現在地から400 mほど西の奥谷山清水寺のある場所であったという。
天正年間（1573年 - 1593年）に長宗我部元親の兵火により全焼したが、幸い本尊は難を逃れた。その後徳島藩藩祖蜂須賀家政によって現在の地で復興された。1974年（昭和49年）に火災が発生、本堂が焼けたが本尊は無事で1977年（昭和52年）に再建された。

## 境内

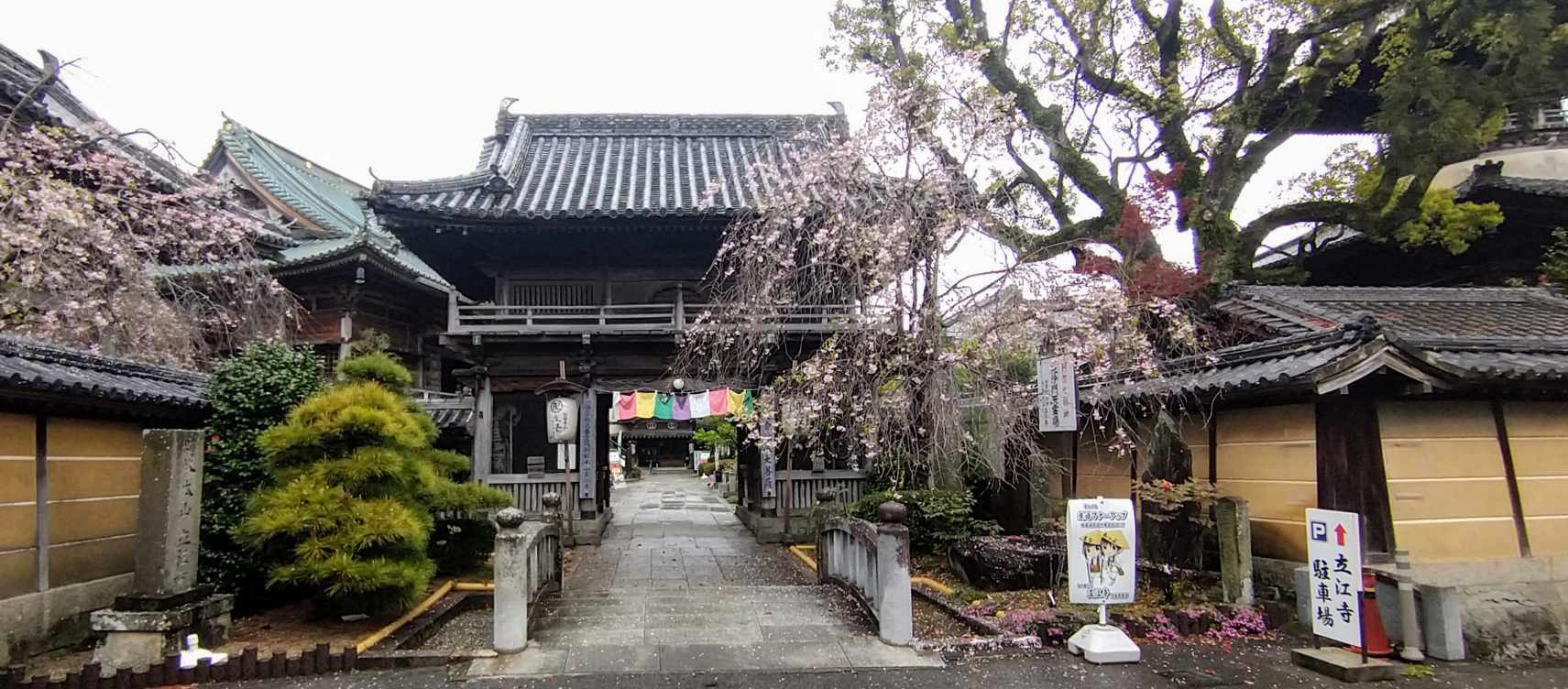
入口付近

- 山門 - 入母屋造楼門、金剛力士（仁王）像を安置。
- 本堂 - 大きい地蔵菩薩坐像を拝顔できる。東京藝術大学教授ら40名余が描いた286枚の格天井画がある。
- 観音堂 - 本堂の向かって左の棟続き、如意輪観音を祀る。
- 護摩堂 - 本堂の向かって右の棟続きで、護摩が焚かれる。
- 大師堂 - 毎年、元旦から1月10日まで黒衣大師像が開帳され、眼前で参拝できる（有料）。両脇に伝持の八祖が仏像で鎮座
- 多宝塔 - 1918年（大正7年）に建立された仏塔。一辺5.59m、上重は銅板葺き、初重は本瓦葺き。
- 白杉大明神 - 「我は弘法大師入唐の守護神なり・・」とある婦人が感得した明神。
- 黒髪堂 - 不義をしたお京が詣ると毛髪が逆立ち鐘の緒に巻き付き残ったとの伝説が残る。
- 毘沙門堂 - 毘沙門天立像を祀る。
- 神変堂 - 神変大菩薩を祀る祠。内部は見えない。
- 子授け地蔵尊
- 鐘楼
- 歌碑句碑：当寺のご詠歌「いつかさて西のすまいの我が立江　弘せひの舟に乗りていたらん」入り口の右側にある。君子「お遍路の 一歩 鈴より は志まわりし」が毘沙門天の小堂の左前にある。義翁「妻のつえかりて旅立つへんろかな」・怒雪「ふるさとも竹山ばかり五月雨」が同石碑に。「ぼうたんの百花のなかにゐて現つ」。汀史「浄瑠璃や母ハ羅（うすもの）着て泣けり」。以上の3基は鐘楼堂の左に並んでいる。

山門を入ると左に鐘楼が、右には毘沙門堂があり隣に手水場がある。その先左側に本堂が建ち、本堂左に観音堂がある。本堂を背にして境内の南に進むと右に多宝塔、左に神変堂があって奥に大師堂が建つ。大師堂の右に黒髪堂がある。納経所は山門の正面奥の右側である。春先には利休の命日に咲くことから利休梅と云われる白い可憐な花が咲き、4月には牡丹が境内のいたるところに咲く。
- 宿坊：定員200名
- 駐車場：30台、バス6台。有料。山門の外の道路脇に民営が、そのすぐ向こうに市営がともに普通車で200円がある。
- 白鷺橋 - 立江川に掛けられた橋で、白鷺（しらさぎ）の姿を見ることなく渡った者は善男善女であるとされる。

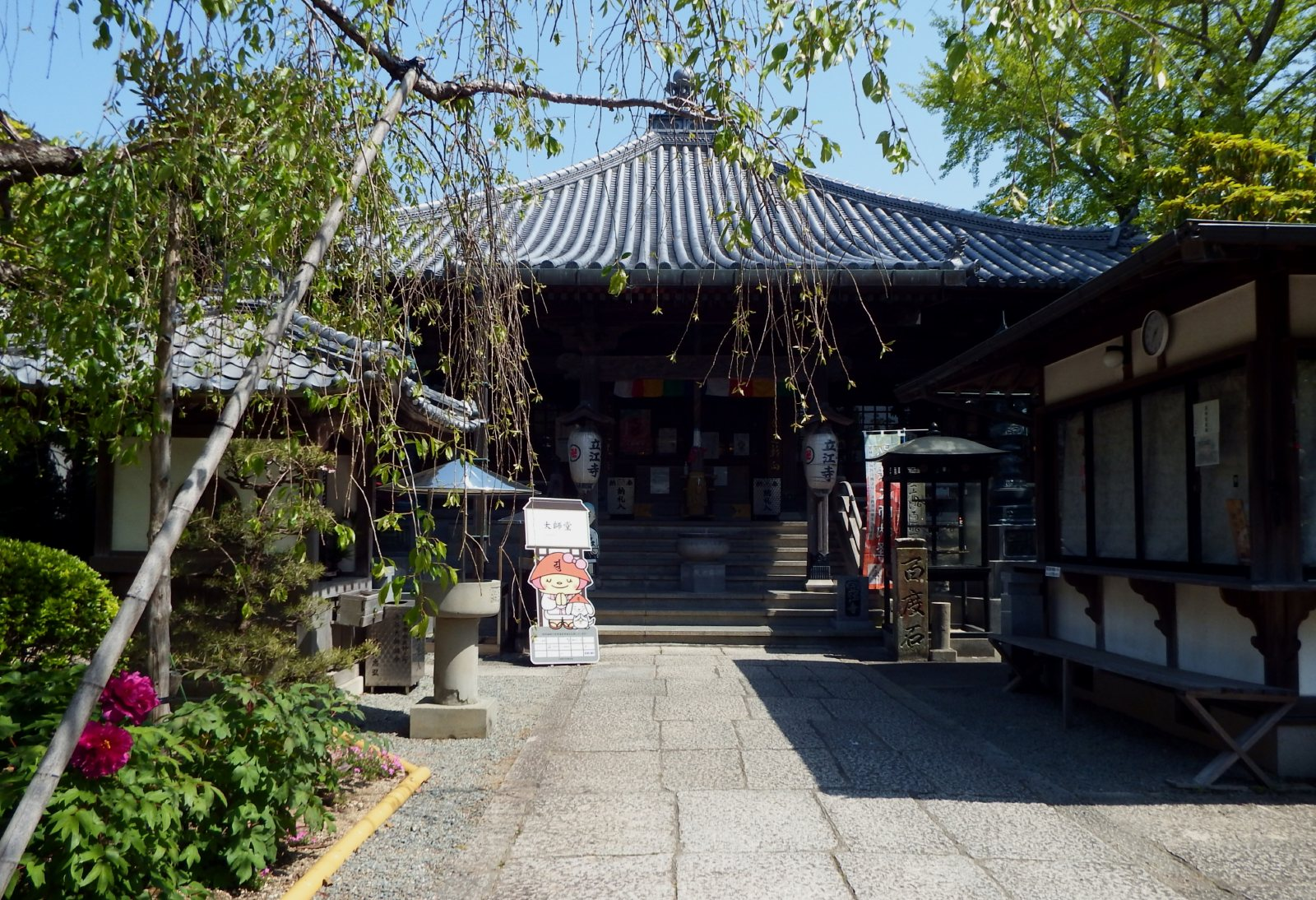
大師堂
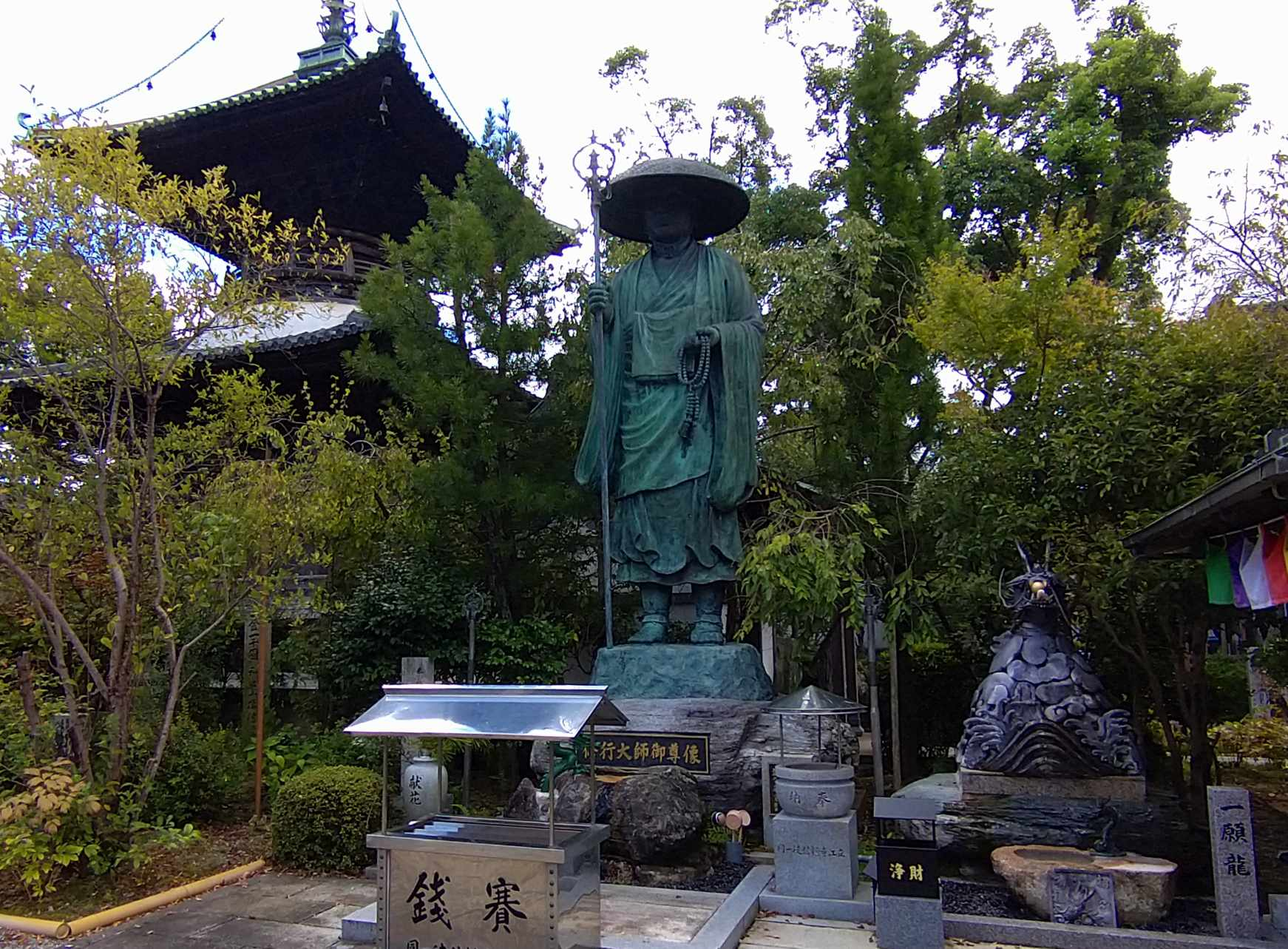
多宝塔と修行大師像と一願龍
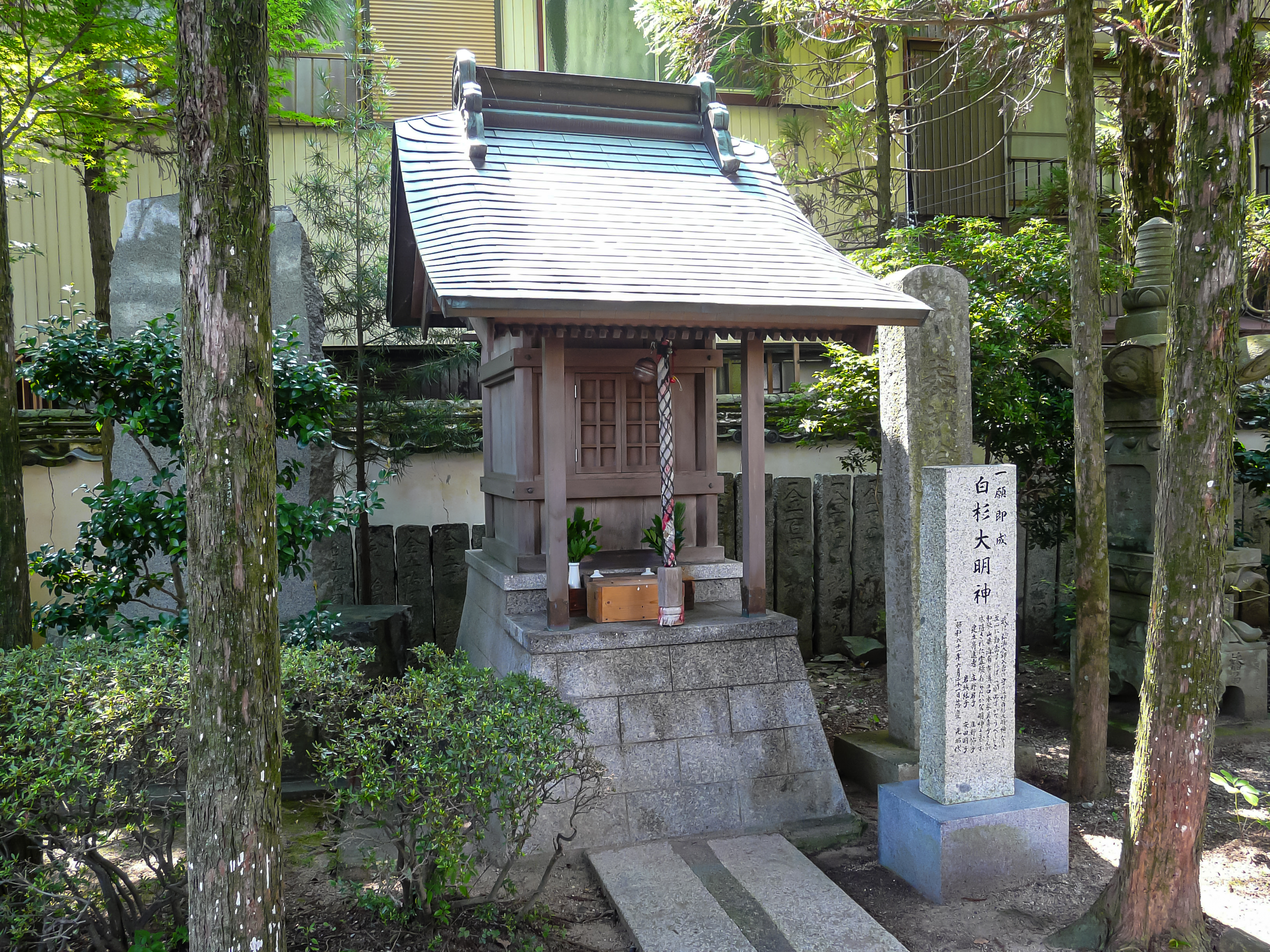
白杉大明神
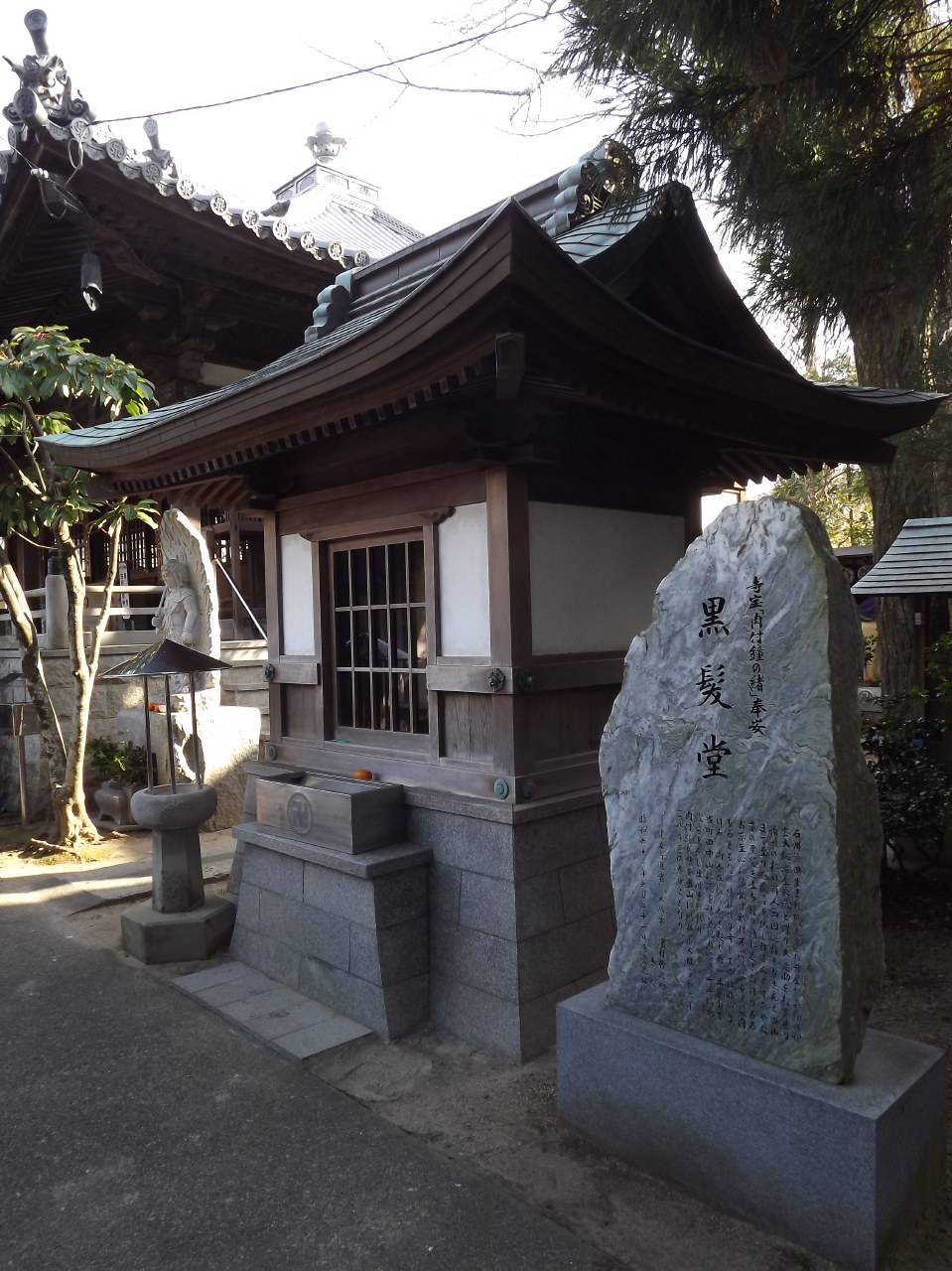
黒髪堂
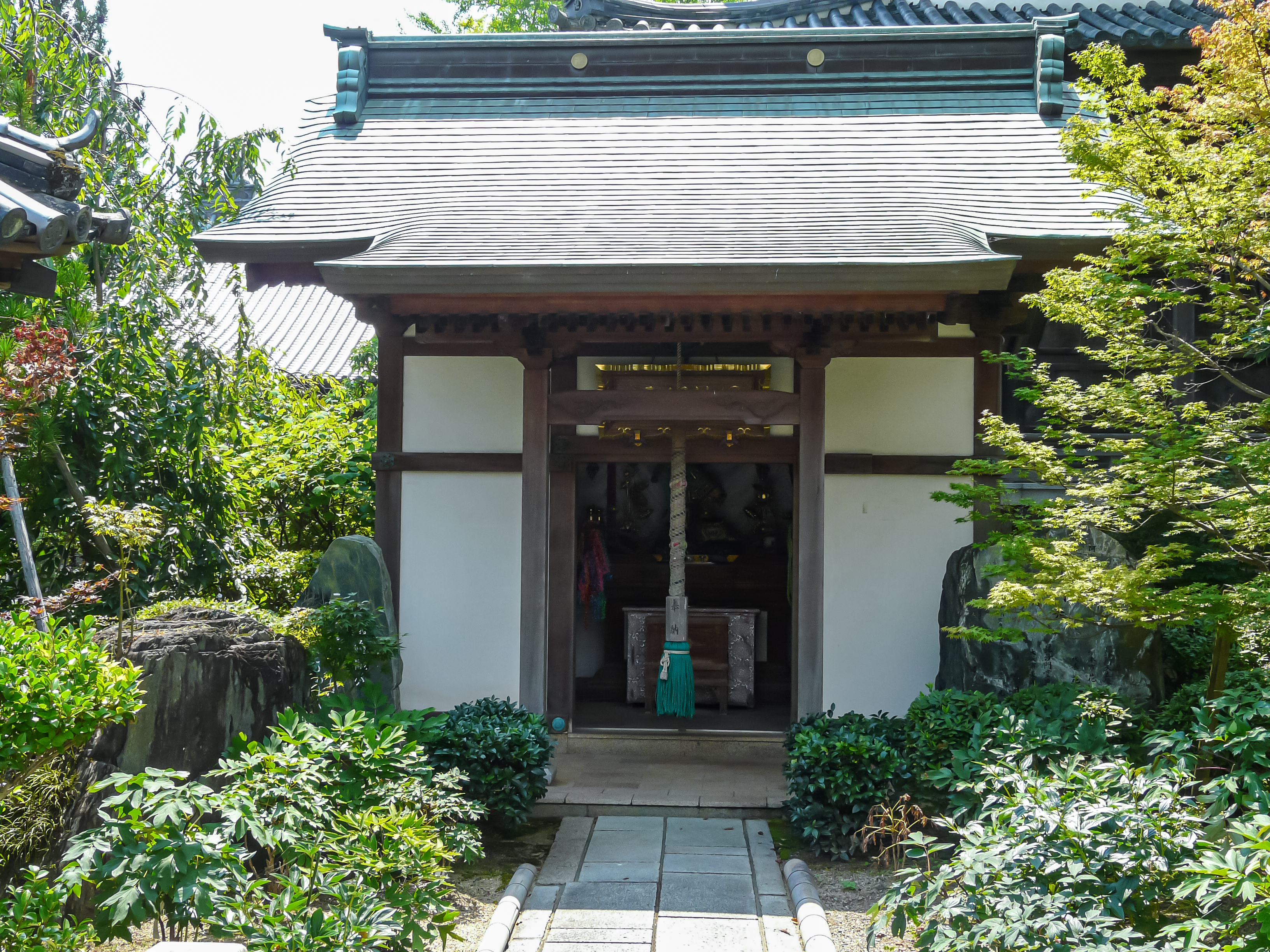
毘沙門堂
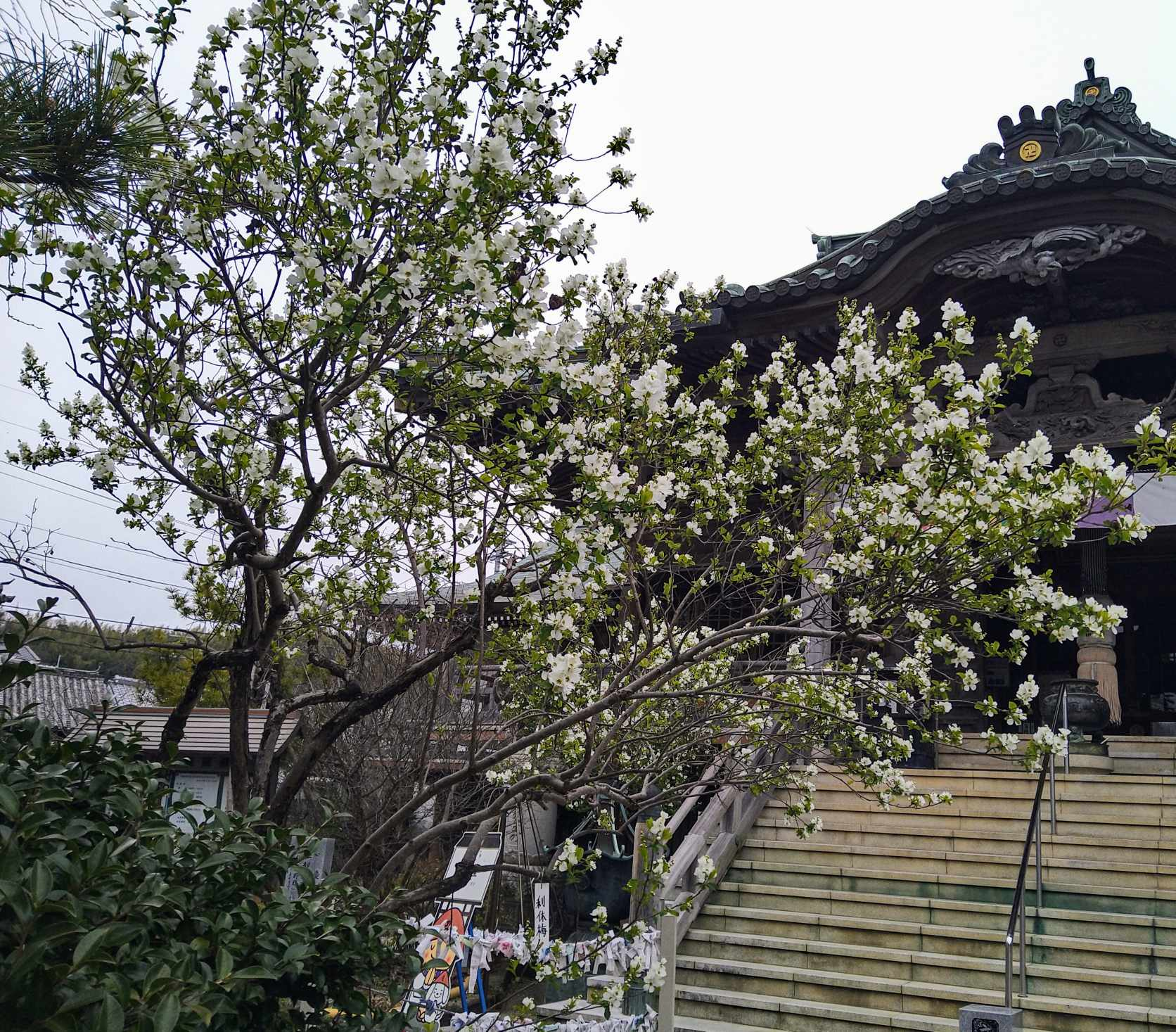
利休梅
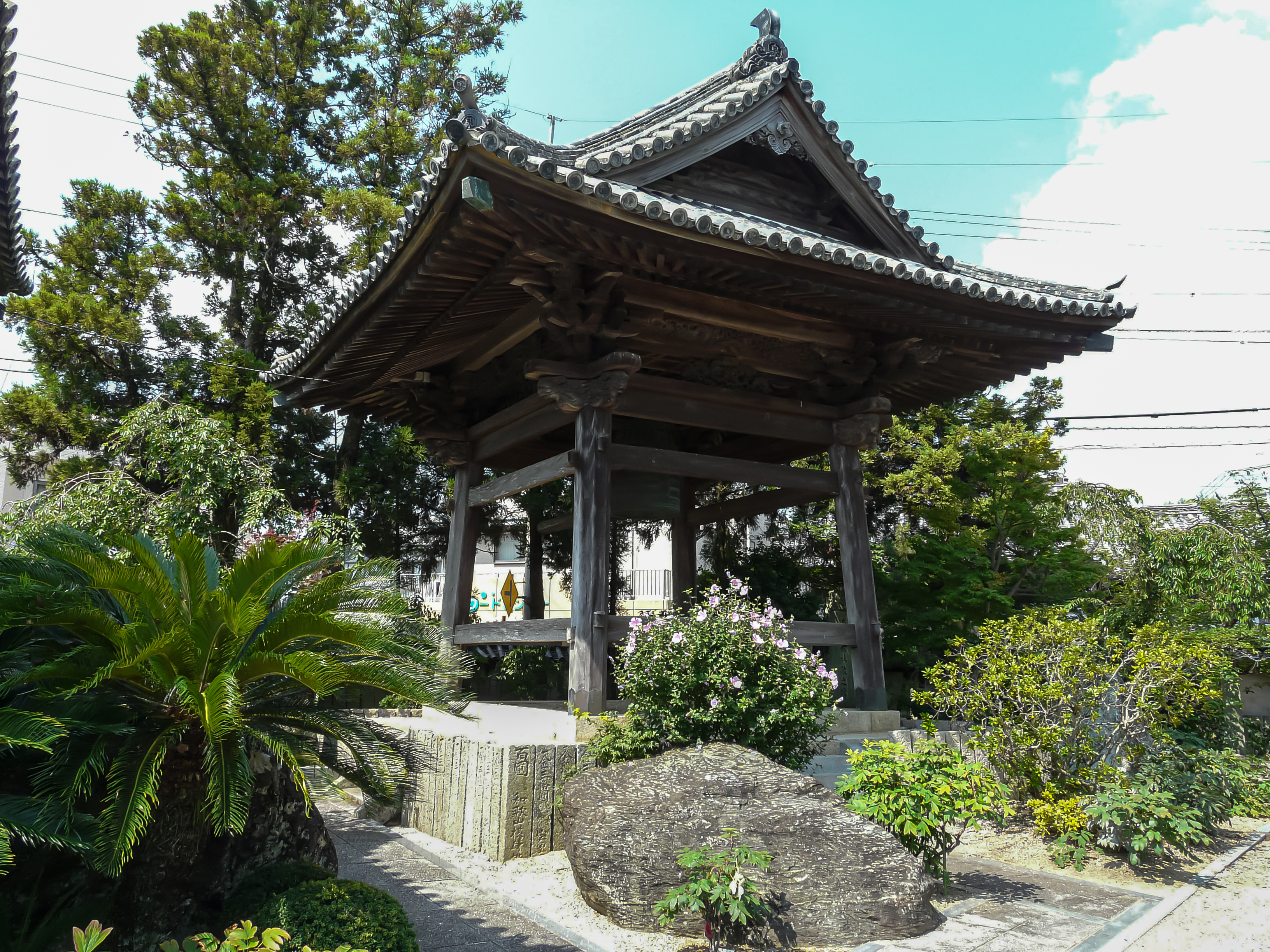
鐘楼

## 文化財
重要文化財
- 絹本著色釈迦三尊像：明治43年8月29日指定。京都国立博物館に寄託。[1]

## 交通案内
鉄道
- 四国旅客鉄道（JR四国） 牟岐線 – 立江駅下車 (0.4 km)

バス
- 徳島バス 立江線 「立江小学校前」下車 (0.4 km)

自動車
- 一般道：徳島県道28号阿南小松島線・徳島県道136号宮倉徳島線 白鷺橋より (0.3 km)

## 奥の院

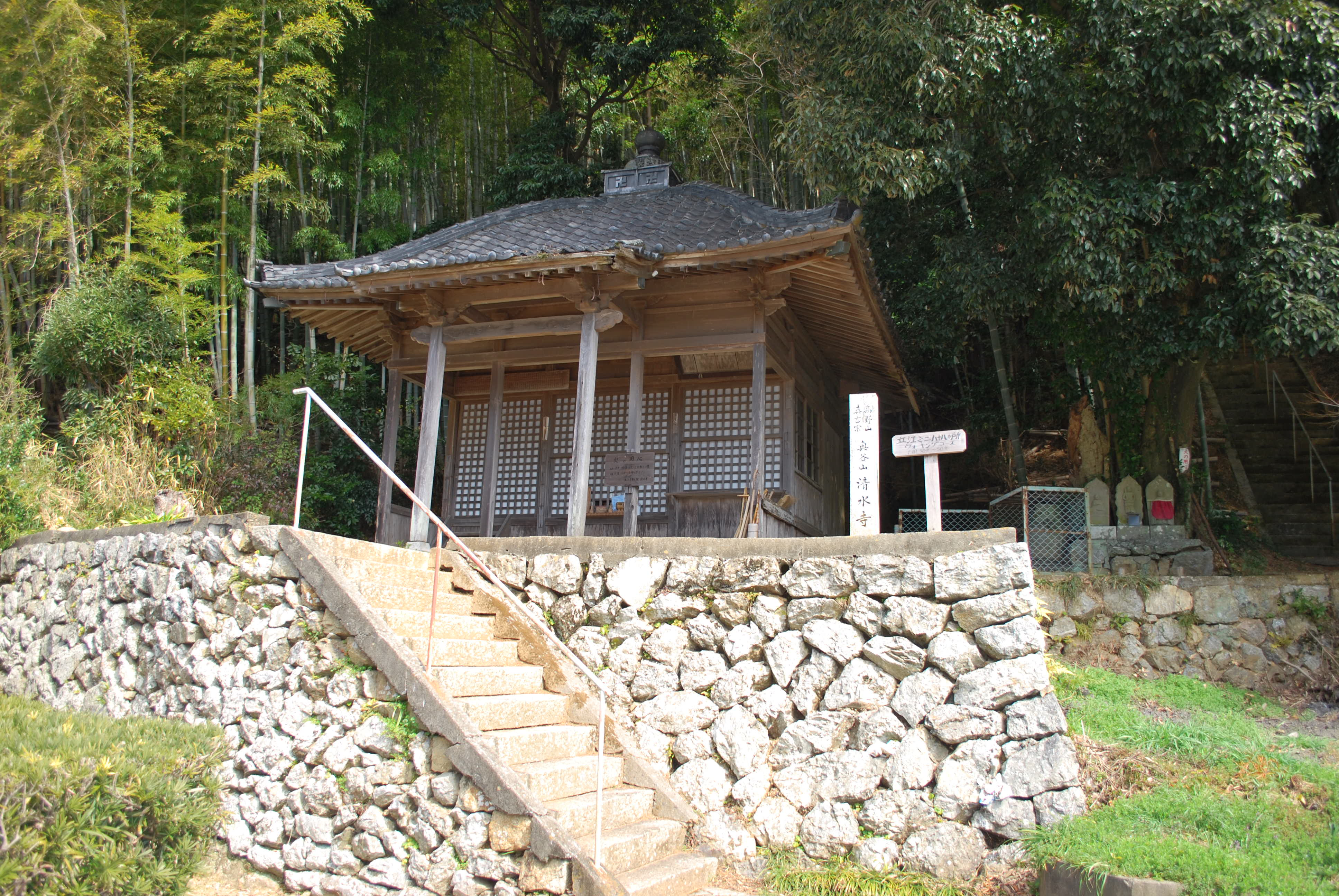
清水寺

奥谷山 清水寺（せいすいじ）
本尊は延命地蔵菩薩。昭和15年4月28日、当時の住職らが発願し、立江寺の旧跡を起点にして新四国八十八ヶ所（天神山を一周する約4ｋｍ徒歩1時間のミニ八十八ヶ所）を開創、昭和55年に大改修を行った。納経は立江寺にて行なっている。
- 所在地：徳島県小松島市立江町清水 （清水寺）

妙見山 取星寺
災いを招く妖星が出現したおり、空海（弘法大師）が妖星を落とすべく秘法を行った所。
- 所在地：徳島県阿南市羽ノ浦町岩脇71 （取星寺）

岩屋山 星谷寺 「星の岩屋」
その妖星が落ちた所と云われている。星の岩屋への車道をさらに約1.4 km西へ行ったところの車道から下へ石段を約20 m下りた所に「番外霊場 仏陀石」がある。駐車スペースあり。
- 所在地：徳島県勝浦郡勝浦町星谷字野田尾126 （星の岩屋）

## 周辺の番外霊場

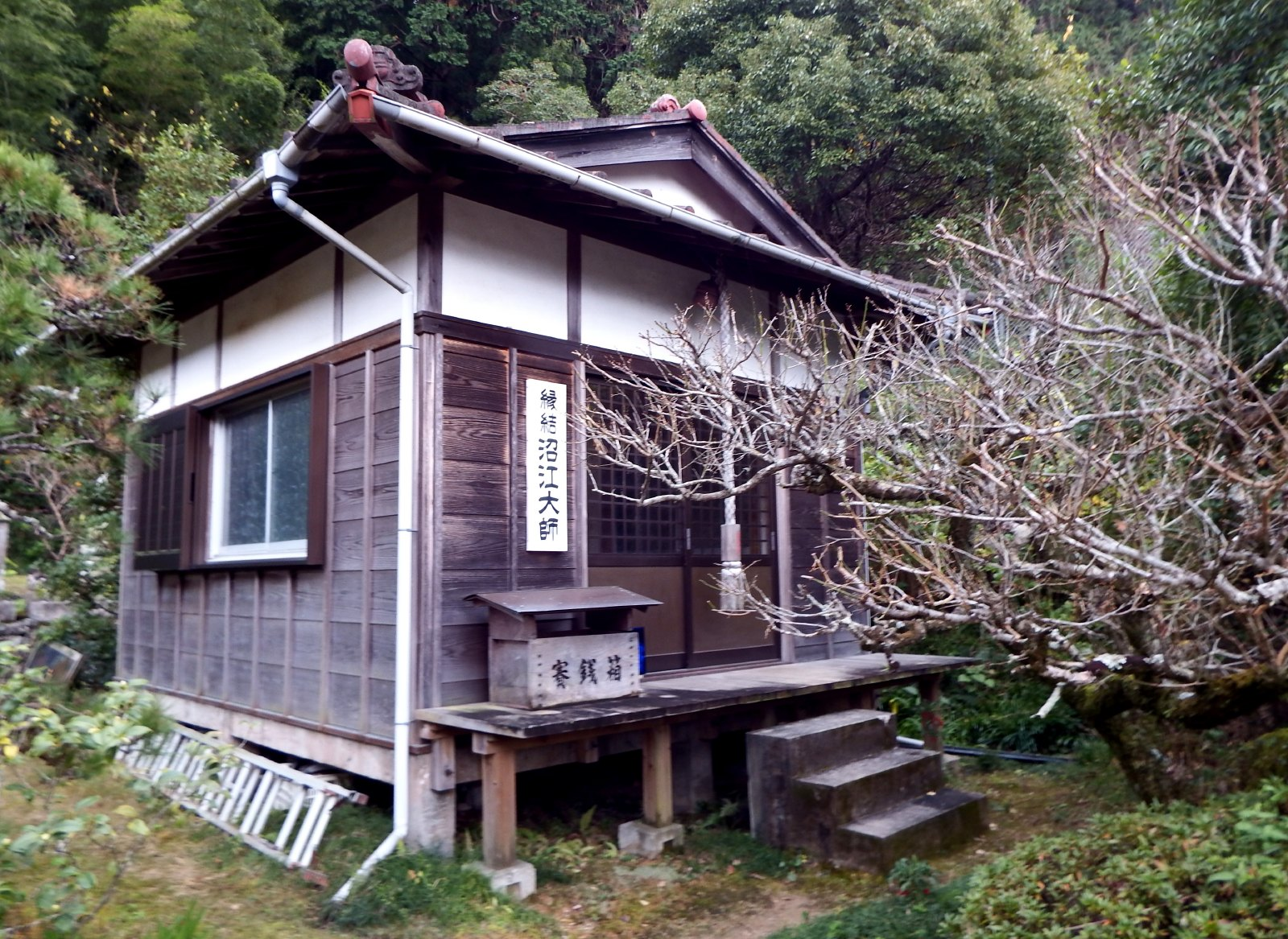
沼江大師堂

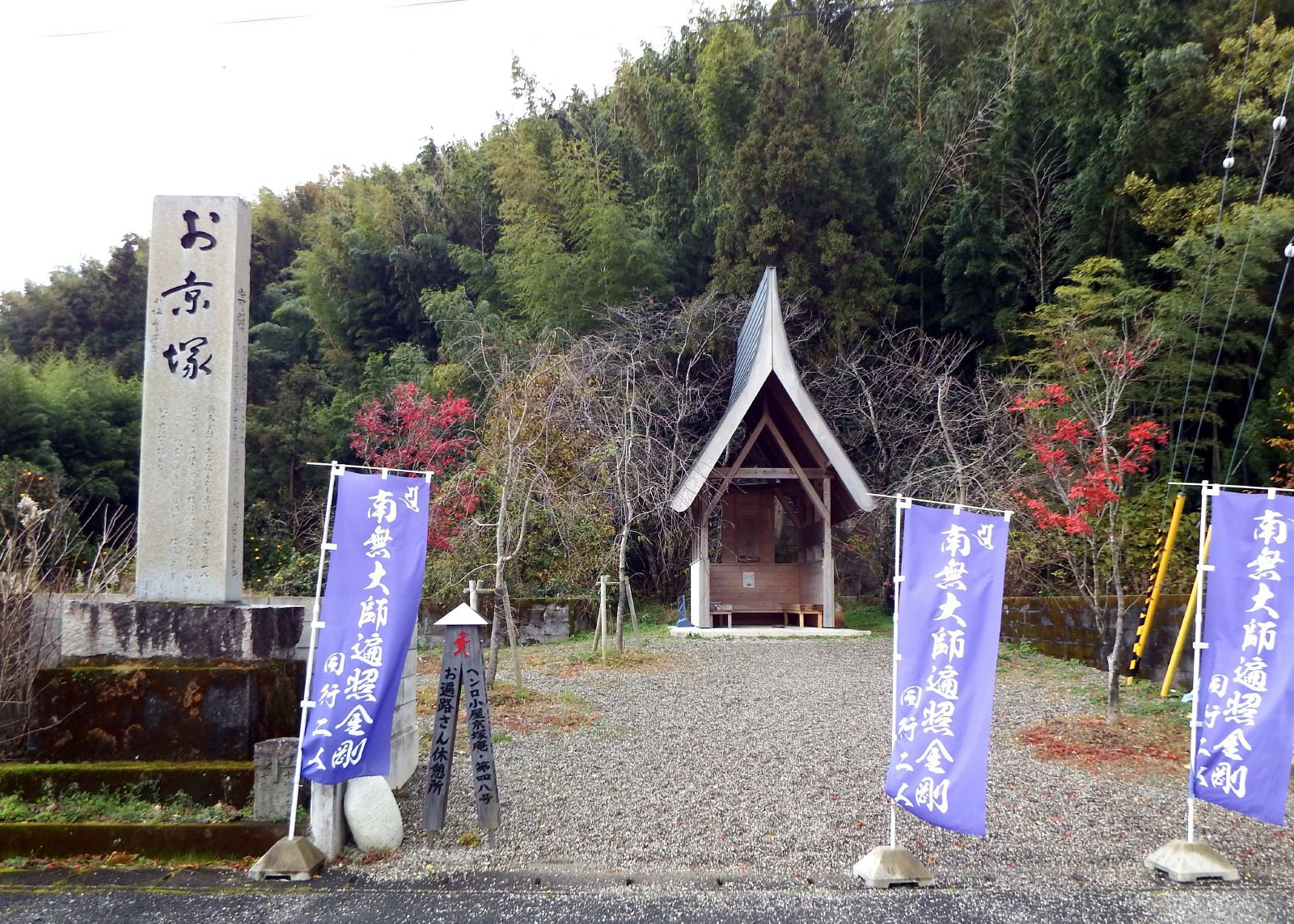
お京塚
へんろ振りする不逞の徒輩に対する天罰の戒めを顕彰する祈念塚である。以前の建物は老朽化により取り壊され、へんろ小屋48号が新築された。その中央の内部には、お京の位牌が納められている。
- 所在地：徳島県小松島市立江町中山1 （お京塚）

沼江大師
胎蔵寺の大師堂が沼江大師と呼ばれ、厄除や縁結びに霊験がある。
- 所在地：徳島県勝浦郡勝浦町沼江 （沼江大師）

## 前後の札所
四国八十八箇所
18 恩山寺 --(4.0 km)-- 19 立江寺 --(13.1 km)-- 20 鶴林寺